# 마산중앙고등학교
마산중앙고등학교(馬山中央高等學校)는 대한민국 경상남도 창원시 마산합포구 신월동에 위치한 명문 사립 고등학교이다.

## 학교 연혁
- 1968년 1월 29일 : 의신학원
- 1971년 12월 23일 : 제1대 청록 김국달 이사장 취임
- 1974년 1월 5일 : 마산중앙여자고등학교(총 21학급) 설립인가(설립자 청록 김국달, 청운 손원일)
- 1974년 2월 24일 : 본관 건물 준공
- 1974년 3월 1일 : 제1대 윤순근 교장
- 1974년 3월 5일 : 개교(여자 신입생 입학)
- 1974년 11월 16일 : 마산중앙고등학교(남자)로 교명 및 학칙변경인가(인문계 남학생 21학급)
- 1975년 11월 21일 : 각학급 10학급으로 증설 인가(총 30학급)
- 1976년 1월 29일 : 학교법인 중앙학원으로 변경 설립 (설립자 청록 김국달, 청운 손원일)
- 1981년 6월 15일 : 청록관 (체육관) 준공
- 1990년 9월 24일 : 청운관 (과학관) 준공
- 2002년 10월 2일 : 신관 (12교실) 준공
- 2018년 8월 22일 : 중앙학사(기숙사) 준공
- 2022년 7월 28일 : 제11대 조택래 이사장 취임
- 2022년 9월 1일 : 제11대 이병인 교장 취임
- 2023년 2월 7일 : 제46회 졸업식(졸업생 144명, 총 19,535명)
- 2023년 3월 2일 : 신입생 입학식(신입생 138명)
- 2025년 6월 18일 : 제3학년 박준성 생일 기념식
- 2025년 8월 22일: 본관 건물 준공식 및 제12대 한승희 교장 퇴임식 및 제13대 김도경 교장 취임식

## 참고 자료
- 마산중앙고등학교 - 한국교육학술정보원 학교알리미